# 화순옹주 (고려)
화순옹주(和順翁主, 생몰년 미상)는 고려의 제32대 왕 우왕의 후궁으로, 이름은 소매향(小梅香)이다.

## 생애

### 출신
고려 말 우왕의 총애를 받은 구비삼옹주 중 한 명이다. 본래 기생 출신으로, 그 이름은 소매향(小梅香)이다. 충렬왕의 총애를 받던 기생 적선래 가 맡았던 교방에서 있던 기생으로, 역시 우왕의 후궁이 된 연쌍비(훗날의 명순옹주)과 같은 교방 출신이었다는 이야기도 있다.

### 후궁 시절
1388년(우왕 14년) 음력 2월 현비 안씨, 또 다른 기생 출신인 연쌍비(명순옹주)과 함께 책봉되어 그 작위를 화순옹주(和順翁主)라고 하였다. 이날 우왕은 동강에 가서 봉천선이라는 배에 올라타고, 음악을 연주하고 그 곳에서 머물렀다. 우왕은 소매향을 옹주로 책봉한 그 달에 지밀직 김영진의 재산을 몰수하였는데, 이 재산은 모두 소매향의 차지가 되었다.
한편 우왕은 현비와 명순옹주, 화순옹주를 책봉한 지 한 달 만에 영비 최씨, 정비 신씨, 선비 왕씨 등을 왕비로 또 책봉하였다. 당시 우왕의 왕비들에게 들어가는 물자로 인해 나라의 창고에 재물이 고갈되고, 이것도 모자라 공물을 3년분을 미리 징수하였는데도 부족하여 불법으로 세금을 더 거두는 바람에 그 폐단이 매우 심했다고 기록되어 있다.

### 우왕 폐위 후
이러한 우왕의 후비들의 화려한 생활은 1388년(우왕 14년) 음력 6월 우왕이 폐위되면서 모두 막을 내려야 했다. 소매향이 후궁으로 책봉된 지 불과 4개월 만에 이성계 일파에 의해 우왕이 폐위되고 근비 이씨 소생의 창왕이 옹립되었다. 이때 우왕의 정비인 근비 이씨만이 창왕의 모후로서 왕대비로 궁에 남게 되고, 소매향을 포함한 우왕의 후비들은 모두 사가로 쫓겨나고, 그 아버지들은 모두 유배를 가게 되었다. 또 그녀들에 대한 국가의 물자 지급도 모두 중단되었다.
이후 그녀의 행적뿐 아니라 그녀의 생몰년이나 묘소에 대한 기록조차도 남아있는 것이 없어 알 수 없다. 우왕과의 사이에서 자녀는 없었다.

## 가족 관계
- 남편 : 제32대 우왕(禑王, 1365~1389, 재위:1374~1388)